# GeoTools
GeoTools è una libreria Java, distribuita con licenza LGPL, per leggere, manipolare, visualizzare ed analizzare dati geografici.
In quanto libreria, essa è concepita per rispondere a criteri di riusabilità, generalità e flessibilità. Per questa ragione prevede implementazioni alternative di uno stesso gruppo di interfacce con obiettivi diversi (diversi trade-off fra dimensione del codice, velocità, uso di memoria, ecc.).
È in grado di lavorare con gli standard OpenGIS per ogni componente di cui sia disponibile una specifica. La sua struttura modulare consente di selezionare i jar che di volta in volta si ha bisogno per la creazione di una nuova applicazione o libreria.